# Prvi vatikanski sabor
Prvi vatikanski sabor sazvao je papa Pio IX, 29. juna 1868 godine, nakon dugogodišnjeg perioda njegovog planiranja i pripremanja koje je započelo 6. decembra 1864. Ovaj dvadeseti ekumenski sabor Rimokatoličke Crkve, održan tri veka posle Tridentskog sabora, otvoren je 8. decembra 1869. godine, a prekinut je 20. oktobra 1870. Sabor se održavao u Vatikanskoj bazilici, a sveukupno su održane četiri sednice. Ovaj vaseljenski sabor prekinut je zbog predaje Rima, pada Papinske Države i njenog sjedinjena sa Italijom. Nikada nije nastavljen.
Najpoznatiji je po dogmatskoj definiciji papine „nezabludivosti“ (nepogrešivosti) kada govori eks katedra, odnosno kada u svojoj ulozi pastira i voditelja svih hrišćana svojom vrhovnom apostolskom vlašću predstavlja neko učenje koje se odnosi na veroispovest ili moral koji univerzalna Crkva mora da sačuva.